# Astrid Schütz

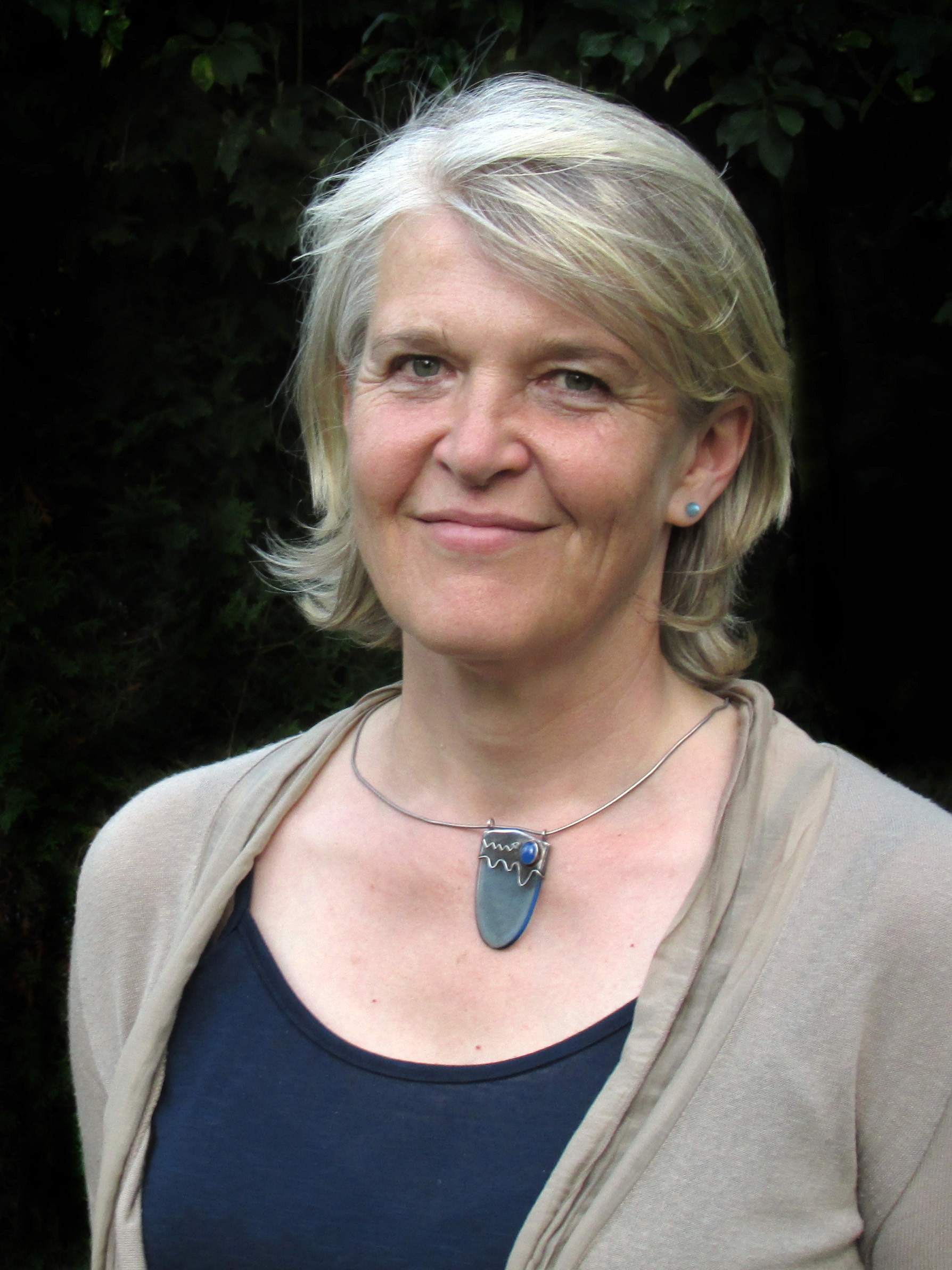
Astrid Schütz (2016)

Astrid Schütz (* 28. Dezember 1960 in Würzburg) ist eine deutsche Psychologin und Hochschullehrerin an der Universität Bamberg.

## Biografie
Nach dem Abitur am Johannes-Scharrer-Gymnasium (Nürnberg) absolvierte Schütz von 1980 bis 1986 ein Studium der Psychologie, Soziologie und Pädagogik an den Universitäten Erlangen-Nürnberg, Bamberg und an der University of Alabama.
Von 1986 bis 1990 war sie wissenschaftliche Mitarbeiterin und von 1990 bis 1999 wissenschaftliche Assistentin am Lehrstuhl für Persönlichkeitspsychologie und Diagnostik der Universität Bamberg. In dieser Zeit erfolgte 1992 ihre Promotion mit einer Dissertation unter dem Thema „Selbstdarstellung von Politikern. Analyse von Wahlkampfauftritten“.
Es folgten Forschungsaufenthalte an der University of Virginia und der Case Western Reserve University, Cleveland, Ohio. 1999 habilitierte sie sich mit dem Thema „Selbstwertdynamik und Selbstwertregulation. Varianten positiver Selbsteinschätzung zwischen Selbstakzeptanz bis Arroganz.“
Von Dezember 1999 bis März 2011 war Schütz Professorin für Persönlichkeitspsychologie und Diagnostik an der TU Chemnitz und seit 2009 auch Dekanin der Fakultät für Human- und Sozialwissenschaften. Im April 2011 folgte sie dem Ruf an die Universität Bamberg, wo sie den Lehrstuhl für Persönlichkeitspsychologie und Psychologische Diagnostik innehat.
Im Sommersemester 2012 wurde sie auf Vorschlag des Präsidenten Godehard Ruppert zur Vizepräsidentin für Forschung und wissenschaftlichen Nachwuchs gewählt; sie war vom 1. Oktober 2012 bis 2015 im Amt.

## Wirken
Schwerpunkte ihrer Arbeit sind die Differentielle Psychologie und Themen wie Strategien der Selbstdarstellung in der Politik, Selbstwertgefühl, Stressbewältigung in Familien und emotionale Intelligenz.
Sie schreibt auch Bücher für ein breiteres Publikum und leitet seit 2012 das Kompetenzzentrum für Angewandte Personalpsychologie an der Universität Bamberg, das Theorie und Praxis verbinden soll.

## Werke (Auswahl)
- Selbstdarstellung von Politikern. Analyse von Wahlkampfauftritten. Deutscher Studien-Verlag, Weinheim 1992, ISBN 3-89271-293-X (278 + 31 S., zugleich Dissertation an der Universität Bamberg 1990).
- mit Lothar Laux: „Wir, die wir gut sind“. Die Selbstdarstellung von Politikern zwischen Glorifizierung und Glaubwürdigkeit. Mit einem Interview von Wolfgang Herles und Collagen von Hakon Ruprecht. Deutscher Taschenbuch-Verlag, München 1996, ISBN 3-423-04683-X (223 S.).
- Psychologie des Selbstwertgefühls. Von Selbstakzeptanz bis Arroganz. 2., aktualisierte Auflage. Kohlhammer, Stuttgart 2003 (Erstausgabe:  2000).
- Astrid Schütz (Hrsg.): Neue Medien im Alltag. Befunde aus den Bereichen Arbeit, Lernen und Freizeit = New media in everyday life. Pabst, Lengerich / Berlin / Bremen / Miami / Riga / Viernheim / Wien / Zagreb 2005.
- mit Lasse Hoge: Positives Denken. Vorteile – Risiken – Alternativen. Kohlhammer, Stuttgart 2007 (218 S., mit Abbildungen).
- Astrid Schütz (Hrsg.): Psychologie. Eine Einführung in ihre Grundlagen und Anwendungsfelder. 6, überarbeitete und erweiterte Auflage. Kohlhammer, Stuttgart 2022, ISBN 978-3-17-041364-1 (470 S.).
- mit Martin Rüdiger und Katrin Rentzsch: Lehrbuch Persönlichkeitspsychologie. Hogrefe, Bern 2016, ISBN 978-3-456-85592-9 (229 S.).
- mit Katrin Rentzsch und Ina Sellin: MSWS. Multidimensionale Selbstwertskala. Manual. 2., vollständig überarbeitete und neu normierte Auflage. Hogrefe, Göttingen 2017 (104 S., Erstausgabe:  2006).
- mit Jessica Röhner: Phänomene der Antwortverzerrung in der Psychologischen Diagnostik. Hogrefe, 2025. ISBN 9783456859156
- mit Jessica Röhner: Psychologie der Kommunikation. 3. Auflage. Springer Lehrbuch, Heidelberg 2020, ISBN 3-662-61337-9 (Erstausgabe:  2012).
- mit Jessica Röhner: Psychology of Communication. Springer Nature Switzerland AG, 2023. ISBN 978-3-030-60169-0 https://link.springer.com/book/10.1007/978-3-030-60170-6
- mit Christina Köppe und Maike Andresen: Was Führungskräfte über Psychologie wissen sollten. Hogrefe, Bern 2020, ISBN 978-3-456-85630-8.
- mit Jessica Röhner: Essenzen – Im Gespräch mit Paul Watzlawick. Hogrefe, Bern 2021, ISBN 978-3-456-86118-0, S. 168.